# Йопс Реман
Герард Сімон «Йопс» Реман (нід. Gerard Simon Reeman, 9 серпня 1886, Амеронген — 16 березня 1959, Зейст) — нідерландський футболіст і військовий.

## Життєпис
Реман грав на позиції нападника у «Квік Ден Гаг», з яким він став чемпіоном Нідерландів у 1908 році. У 1908 році він двічі зіграв за збірну Нідерландів і забив один гол. Представляв Нідерланди на літніх Олімпійських іграх 1908 року. В матчі за бронзу проти Швеції, що завершився з рахунком 2:1, став автором першого голу на 6-й хвилині.
У 1908 році склав офіцерський іспит і відправився працювати на інженерів у Голландську Ост-Індію. Зробив кар'єру і пішов у відставку в 1935 році в чині підполковника піхоти Ост-Індійської королівської армії Нідерландів.

## Титули і досягнення
- Бронзовий призер Олімпійських ігор (1):

Нідерланди: 1908
- Чемпіон Нідерландів (1):

«Квік Ден Гаг»: 1908

## Статистика

### Статистика виступів за збірну
| Дата       | Місто  | Господарі       | Результат | Гості      | Турнір               | Голи | Примітки |
| ---------- | ------ | --------------- | --------- | ---------- | -------------------- | ---- | -------- |
| 22-10-1908 | Лондон | Велика Британія | 4 – 0     | Нідерланди | ОІ 1908 - 1/2 фіналу | -    |          |
| 23-10-1908 | Лондон | Нідерланди      | 2 – 0     | Швеція     | ОІ 1908 - За 3 місце | 1    |          |
| Усього     |        | Матчів          | 2         |            | Голів                | 1    |          |